# Piacenza Football Club 1959-1960
Questa voce raccoglie le informazioni riguardanti il Piacenza Football Club nelle competizioni ufficiali della stagione 1959-1960.

## Stagione
Nella stagione 1959-1960 il Piacenza disputa il girone A del campionato di Serie C, un torneo a 18 squadre che prevede una promozione e due retrocessioni, con 32 punti in classifica il Piacenza si piazza in dodicesima posizione, sale in Serie B la Pro Patria che vince il torneo con 48 punti, retrocedono in IVª Serie il Vigevano ed il Monfalcone.
La squadra biancorossa in questa stagione è affidata al tecnico Ceco Július Korostelev ex giocatore con un passato nella Juventus e nel Parma, alle prime esperienze nelle vesti di allenatore. Gli viene consegnato un Piacenza giovane, che viene tenuto a galla dall'esplosione di due sicuri talenti, la punta Albino Cella che con le sue reti, ne realizza 17 nel torneo, permette alla squadra piacentina di disputare un tranquillo campionato, e della mezz'ala Piero Cucchi, un centrocampista con il vizio del gol, che realizza 7 reti, contribuendo con giocate di classe a tenere la squadra lontana dai bassifondi della classifica.

## Rosa
| N. |                   | Ruolo | Calciatore        |
| -- | ----------------- | ----- | ----------------- |
|    | Italia (bandiera) | P     | Decimo Benedetti  |
|    | Italia (bandiera) | P     | Renato Gandolfi   |
|    | Italia (bandiera) | P     | Luigi Saletti     |
|    | Italia (bandiera) | P     | Paolo Tacconi     |
|    | Italia (bandiera) | D     | Ernesto Cesena    |
|    | Italia (bandiera) | D     | Giancarlo Civardi |
|    | Italia (bandiera) | D     | Aldo Colombetti   |
|    | Italia (bandiera) | D     | Mario Gabbiani    |
|    | Italia (bandiera) | D     | Giorgio Regis     |
|    | Italia (bandiera) | D     | Franco Scarpa     |
|    | Italia (bandiera) | C     | Pietro Bibolini   |

| N. |                   | Ruolo | Calciatore        |
| -- | ----------------- | ----- | ----------------- |
|    | Italia (bandiera) | C     | Piero Cucchi      |
|    | Italia (bandiera) | C     | Alberto Galandini |
|    | Italia (bandiera) | C     | Pietro Giuberti   |
|    | Italia (bandiera) | C     | Roberto Groppelli |
|    | Italia (bandiera) | C     | Arnaldo Manfredi  |
|    | Italia (bandiera) | C     | Giuseppe Pomati   |
|    | Italia (bandiera) | A     | Giovanni Bosoni   |
|    | Italia (bandiera) | A     | Albino Cella      |
|    | Italia (bandiera) | A     | Rino Di Fraia     |
|    | Italia (bandiera) | A     | Andreino Gaboardi |
|    | Italia (bandiera) | A     | Giulio Lanzetti   |

## Risultati

### Girone di andata
| Arbitro: | Gandiolo (Alessandria) |

|           |           |              |
| Cella 49’ | Marcatori | 48’ Maltinti |

| Arbitro: | Marazia (Cuneo) |

|                      |           |  |
| Rao 3’ Stacchino 29’ | Marcatori |  |

| Arbitro: | Facchini (Firenze) |

|                                           |           |            |
| Di Fraia 11’ Galandini 21’ Cella 61’, 86’ | Marcatori | 73’ Canova |

| Arbitro: | Barolo (Noale) |

|                          |           |  |
| Bertolini 9’ Bettoni 35’ | Marcatori |  |

| Arbitro: | Bellotto (Pordenone) |

|                                               |           |             |
| Galandini 36’ Cucchi 41’ Cella 53’ (rig.) 58’ | Marcatori | 79’ Borella |

| Arbitro: | Pignatta (Torino) |

|            |           |                         |
| Tironi 18’ | Marcatori | 9’ Galandini 26’ Cucchi |

| Arbitro: | Gioggi (Roma) |

|                              |           |  |
| Ravelli 20’ G. Currarini 23’ | Marcatori |  |

| Arbitro: | Piantoni (Terni) |

|                       |           |  |
| Pomati 37’ Cucchi 64’ | Marcatori |  |

| Arbitro: | Grondona (Genova) |

|                                |           |                     |
| Campanini 57’, 88’ Nichele 67’ | Marcatori | 42’ (rig.) Bibolini |

| Arbitro: | Pignatta (Torino) |

|                               |           |            |
| Cella 61’ Bibolini 87’ (rig.) | Marcatori | 60’ Crespi |

| Arbitro: | Marengo (Chiavari) |

|           |           |                |
| Masat 19’ | Marcatori | 40’, 83’ Cella |

| Arbitro: | Bernardis (Trieste) |

|                               |           |                                         |
| Cella 17’ Bibolini 70’ (rig.) | Marcatori | 34’ Muzzio 63’ Russi 84’ (rig.) Gorlani |

| Arbitro: | Pastechi (Pisa) |

|                                  |           |  |
| Francescon 23’ Piccioni 26’, 56’ | Marcatori |  |

| Arbitro: | Andujar (Novara) |

|                               |           |                              |
| Parolini 38’ (aut.) Cella 58’ | Marcatori | 37’ Canuti 78’ (aut.) Cesena |

| Arbitro: | Vatteone (Imperia) |

|                                                            |           |              |
| Comisso 38’ Aggradi 43’ Del Grosso 47’ Lugo 63’ Caroli 70’ | Marcatori | 41’ Bibolini |

| Arbitro: | Revello (Imperia) |

|                         |           |                                                       |
| Cucchi 37’ Bibolini 88’ | Marcatori | 26’ Borghi 29’, 87’, 90’ Canavesi 74’ (rig.) Radaelli |

| Arbitro: | Galatolo (Santa Margherita Ligure) |

|             |           |              |
| Pizziolo 9’ | Marcatori | 75’ Di Fraia |

### Girone di ritorno
| Arbitro: | Trezza (Verona) |

|                         |           |  |
| Pagani 19’ Maltinti 56’ | Marcatori |  |

| Arbitro: | Soravia (Ancona) |

|                |           |  |
| Cella 42’, 62’ | Marcatori |  |

| Arbitro: | Bellotto (Pordenone) |

|                                          |           |  |
| Marchioro 47’ Bosisio 63’ Ciocchetti 78’ | Marcatori |  |

| Arbitro: | Taraboni (Lucca) |

|           |           |             |
| Cella 25’ | Marcatori | 5’ Stegagno |

| Arbitro: | Orlando (Bergamo) |

|             |           |  |
| Rimoldi 64’ | Marcatori |  |

| Arbitro: | Sanguineti (Chiavari) |

|           |           |  |
| Cella 27’ | Marcatori |  |

| Arbitro: | Baldassarre (Udine) |

|           |           |  |
| Cella 42’ | Marcatori |  |

| Arbitro: | Berardi (Perugia) |

|            |           |                |
| Teneggi 6’ | Marcatori | 45’ Colombetti |

| Arbitro: | Rancher (Roma) |

|                                |           |                           |
| Cella 29’, 35’ Cucchi 40’, 89’ | Marcatori | 19’ Campanini 56’ Nichele |

| Arbitro: | Bellotto (Pordenone) |

|                                           |           |  |
| Manfredi 8’ (aut.) Bocchio 23’ Crespi 85’ | Marcatori |  |

| Arbitro: | Laureti (Rimini) |

|              |           |             |
| Di Fraia 33’ | Marcatori | 46’ Micelli |

| Arbitro: | Malasoma (Milano) |

|                 |           |              |
| Muzzio 21’, 30’ | Marcatori | 74’ Gaboardi |

| Arbitro: | Saetti (Padova) |

|  |           |                   |
|  | Marcatori | 44’ (aut.) Cesena |

| Arbitro: | Magrini (Venezia) |

|              |           |               |
| Castoldi 15’ | Marcatori | 69’ Galandini |

| Piacenza 29 maggio 1960 32ª giornata | Piacenza           | 0 – 0 | Pordenone | Barriera Genova\| Arbitro: \| Franzolin (Milano) \| |
| Arbitro:                             | Franzolin (Milano) |       |           |                                                     |

| Arbitro: | Marengo (Chiavari) |

|                           |           |  |
| Canavesi 26’ Bozzetti 53’ | Marcatori |  |

| Arbitro: | De Angelis (Pescara) |

|                                          |           |                       |
| Di Fraia 2’, 34’ Cucchi 24’ Gaboardi 83’ | Marcatori | 26’ Orio 80’ Trevisan |